# Bascale
Bascale (em turco: Başkale), Elbaque (em curdo: Elbak) ou Adamacerta (em latim: Adamacerta; em armênio: Ադամակերտ; romaniz.: Adamakert) é um município e distrito da área metropolitana e província de Vã, na Turquia. O distrito tem 2 727 km² de área e em dezembro de 2021 tinha 47 947 habitantes (densidade: 17,6 hab./km²), dos quais 47 947 na capital de Bascale.

## Nome
O topônimo armênio Adamacerta é formado pelo antropônimo hebraico Adão (Adam) e -certa (կերտ, -kert), "feito, construído por", ou seja, "feita por Adão".

## Geografia
Bascale está localizada de 78 a 80 quilômetros a sudeste do lago de Vã, no curso superior do Grande Zabe, um tributário da margem esquerda do rio Tigre, na parte ocidental de um vasto planalto, a uma altitude de 2 250 metros acima do nível do mar. É favorecida pelo clima favorável, solo fértil e água em abundância, sobretudo do Grande Zabe, que corta o distrito.

## História

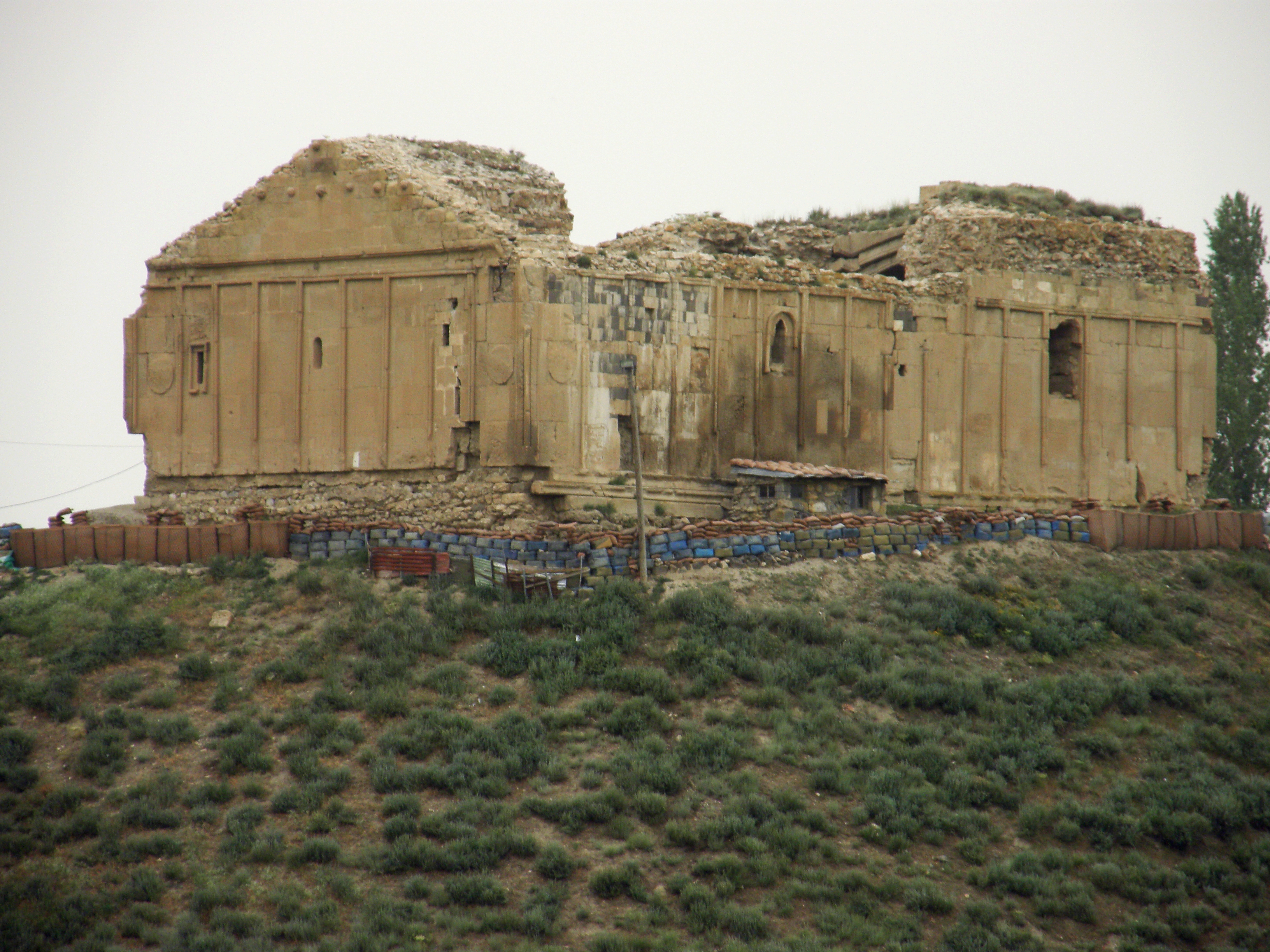
Mosteiro de São Bartolomeu

Bascale foi mencionada em fontes cuneiformes sob a forma Adama (Adamma). Na Antiguidade, fazia parte do distrito (gavar) de Albace Maior, um dos territórios dominados pela família Arzerúnio na província da Vaspuracânia do Reino da Armênia, e lhe serviu como sede. Desde os tempos antigos, a estrada Tabriz (Tavreje)-Vã (Tuspa)-Bitlisse (Balalexe) passava pela cidade, que manteve parcialmente seu significado mesmo nos tempos modernos. Foi mencionado nas obras de vários cronistas armênios, como Moisés de Corene, Lázaro de Farpe e Tomás Arzerúnio. Na Idade Média, era um centro próspero, populoso e proeminente. Nos séculos XIX e XX, não diferia dos assentamentos rurais comuns no que compete à população, grau de desenvolvimento, economia e cultura. Apesar disso, foi um importante centro comercial nesse período, com 100 lojas e barracas registradas.
Em 1885, tinha uma população de 100 famílias muçulmanas e 150 famílias judias. Em 1909, foram registradas 500 casas. Os armênios locais se dedicavam principalmente à agricultura e ao comércio, os turcos e judeus ao pequeno comércio e os curdos à culinária. O número de suas casas era quase o mesmo na véspera da Primeira Guerra Mundial. Em 1915, sua população armênia, juntamente com toda a população armênia da província de mesmo nome, que somava 10 mil pessoas, aproveitou a ocupação russa da cidade e migrou ao Cáucaso, escapando o genocídio armênio. Durante a Primeira Guerra Mundial, ocorreram batalhas em Bascale e no território circundante, nas quais o general Andranik Ozanian desempenhou papel importante. No início da década de 1970, havia apenas 100 famílias, 40 das quais eram armênias e 55 curdas, turcas e judias.
Bascale abrigou um mosteiro, cuja história é sobremaneira incerta. Tomás Arzerúnio mencionou que os restos mortais de Alano Arzerúnio, tio de Vaanes I, estavam nesse edifício. Nos tempos modernos, havia uma igreja de madeira. Bascale também abrigou uma fortaleza, cujas muralhas defensivas e outras estruturas foram destruídas e arrasadas pelas tropas otomanas de Ismail Paxá quando a capturaram dos curdos. O Mosteiro de São Bartolomeu, que estava situado a 21-22 quilômetros de distância de Bascale, desempenhou relevante papel na vida intelectual da Armênia desde a Idade Média até sua eventual destruição pelos otomanos. Na segunda metade do século XIX e no início do XX, registrou-se que havia uma escola armênia destinada à alfabetização de crianças.

## Composição
O distrito de Bascale é formado por 69 bairros (almofalas; muhalle):
- Achecael (Açıkağıl)
- Aquechale (Akçalı)
- Albairaque (Albayrak)
- Axaecume (Aşağıküme)
- Axalane (Aşalan)
- Atlelar (Atlılar)
- Aidemir (Aydemir)
- Azecle (Azıklı)
- Barixe (Barış)
- Belenjique (Belencik)
- Bexojaque (Beşocak)
- Bilgueche (Bilgeç)
- Borupeque (Böğrüpek)
- Bolecli (Bölekli)
- Buclundere (Büklümdere)
- Cafizie (Hafiziye)
- Cascol (Kaşkol)
- Cassambei (Hasanbey)
- Cavurgale (Kavurgalı)
- Chaquerdoane (Çakırdoğan)
- Chalderane (Çaldıran)
- Cochedae (Koçdağı)
- Cojacoi (Kocaköy)
- Conuquessaiar (Konuksayar)
- Copruaze (Köprüağzı)
- Covalepenar (Kovalıpınar)
- Dereichi (Dereiçi)
- Deringuechite (Deringeçit)
- Equejeque (Ekecek)
- Ereque (Erek)
- Erconae (Erkonağı)
- Esseniamache (Esenyamaç)
- Esmepenar (Eşmepınar)
- Evebacane (Evbakan)
- Guediquebaxe (Gedikbaşı)
- Guelenler (Gelenler)
- Gulecheler (Güleçler)
- Guroluque (Güroluk)
- Guvendique (Güvendik)
- Ianal (Yanal)
- Iavuzlar (Yavuzlar)
- Ieni (Yeni)
- Ilejaque (Ilıcak)
- Iolmachaier (Yolmaçayır)
- Iucaredale (Yukarıdallı)
- Iucaredareja (Yukarıdarıca)
- Iucarediquemene (Yukarıdikmen)
- Iurtepe (Yurttepe)
- Ixicle (Işıklı)
- Mamutabate (Mahmutabat)
- Oulverene (Oğulveren)
- Omerdae (Ömerdağı)
- Oncluler (Öncüler)
- Orenjique (Örencik)
- Orencale (Örenkale)
- Ormetaxe (Örmetaş)
- Ortaiaze (Ortayazı)
- Ortaiol (Ortayol)
- Ozpenar (Özpınar)
- Quechilioba (Keçilioba)
- Quezelca (Kızılca)
- Saçane (Saçan)
- Saledere (Sallıdere)
- Savaxe (Savaş)
- Sualte (Sualtı)
- Taquel (Tahıl)
- Tepebaxe (Tepebaşı)
- Tenazle (Tınazlı)
- Urlu (Uğurlu)